# Anna Cierniak-Emerych
Anna Cierniak-Emerych – polska inżynier, dr hab. nauk ekonomicznych, profesor nadzwyczajny Katedry Pracy, Kapitału i Innowacji Wydziału Zarządzania Uniwersytetu Ekonomicznego we Wrocławiu i Katedry Handlu i Marketingu Wydziału Ekonomicznego i Menedżerskiego Wyższej Szkoły Handlowej we Wrocławiu.

## Życiorys
W 1998 ukończyła studia technologii żywności i żywienia człowieka w Akademii Ekonomicznej im. Oskara Langego we Wrocławiu, 20 lutego 2003 obroniła pracę doktorską Zmiany warunków pracy w przedsiębiorstwach - przesłanki i tendencje, 18 kwietnia 2013 habilitowała się na podstawie pracy zatytułowanej Uczestnictwo pracobiorców w gospodarowaniu potencjałem pracy przedsiębiorstwa. Objęła funkcję profesora nadzwyczajnego w Katedrze Pracy, Kapitału i Innowacji na Wydziale Zarządzania Uniwersytetu Ekonomicznego we Wrocławiu i w Katedrze Handlu i Marketingu na Wydziale Ekonomicznym i Menedżerskim Wyższej Szkoły Handlowej we Wrocławiu.
Piastuje stanowisko kierownika  Katedry Pracy, Kapitału i Innowacji Wydziału Zarządzania Uniwersytetu Ekonomicznego we Wrocławiu, oraz była prodziekanem na Wydziale Inżynieryjnym i Ekonomicznym Uniwersytetu Ekonomicznego we Wrocławiu.